# Горизонтальне оперення

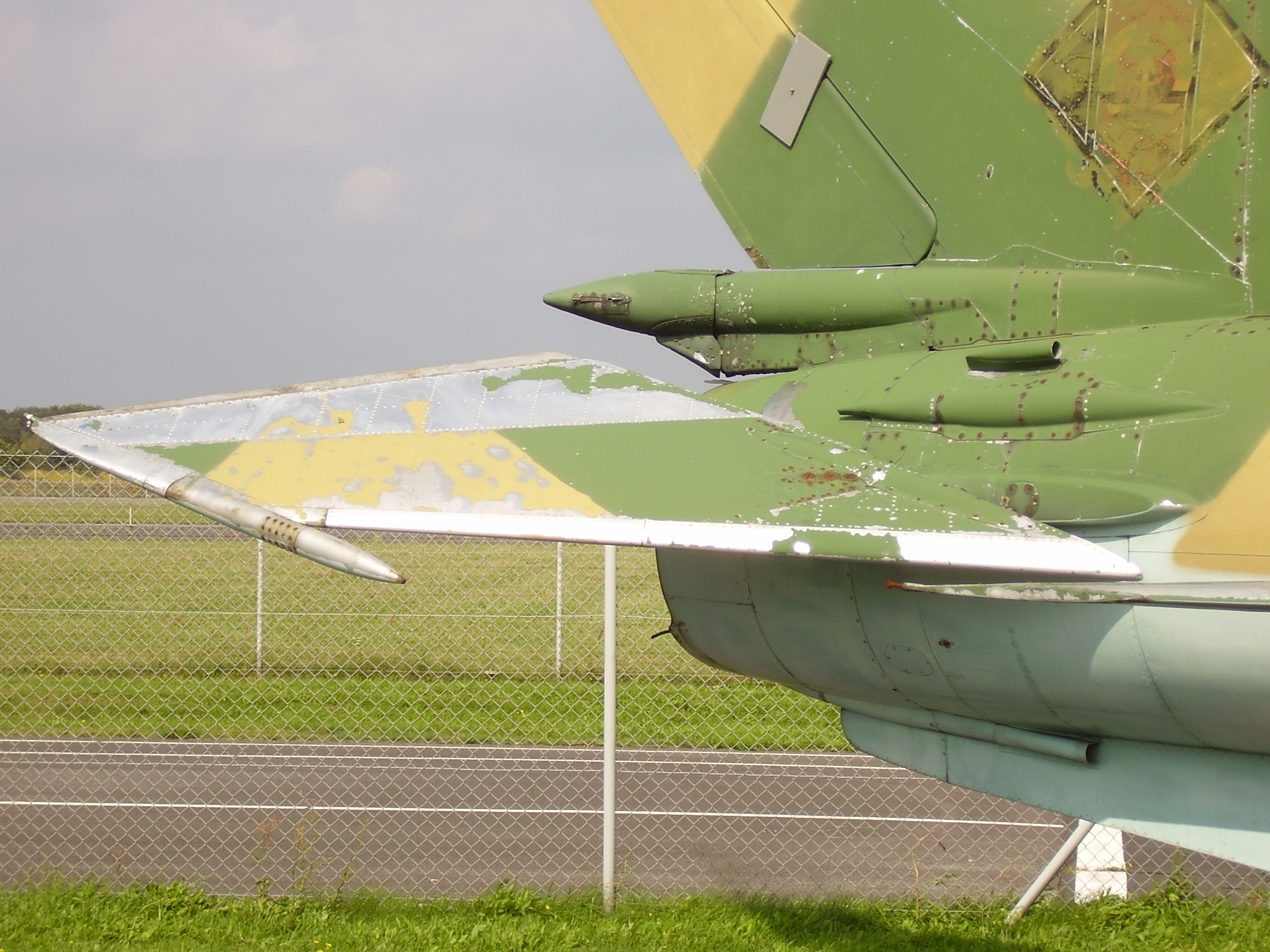
Суцільно-поворотне ГО МіГ-21.

Т-подібне хвостове оперення Ту-154. ГО на кінці кіля.

Горизонтальне оперення — аеродинамічний профіль, розташований в горизонтальній площині літака. Забезпечує поздовжню стійкість, керованість і балансування літального апарата на всіх режимах польоту. Горизонтальне оперення складається з нерухомої поверхні — стабілізатора і шарнірно підвішеного до нього руля висоти. У літаків з хвостовим розташуванням оперення горизонтальне оперення встановлюється у хвостовій частині літака — на фюзеляжі або на верху кіля (T-подібна схема).
У схемі «качка» оперення розташовано в носовій частині літака перед крилом. Можлива комбінована схема, коли у літака з хвостовим оперенням ставиться додаткове переднє оперення — схема з ПГО (переднє горизонтальне оперення), що дозволяє використовувати переваги обох зазначених схем. Схеми «безхвістка», «літаюче крило» горизонтального оперення не мають.
Нерухомий стабілізатор зазвичай має фіксований кут установки щодо подовжньої осі літака. Іноді передбачається регулювання цього кута на землі. Такий стабілізатор називається переставним.
На важких літаках для підвищення ефективності поздовжнього керування кут установки стабілізатора за допомогою додаткового приводу може змінюватися в польоті, зазвичай на зльоті та посадці, а також для балансування літака на заданому режимі польоту. Такий стабілізатор називається рухомим.
На надзвукових швидкостях польоту ефективність керма висоти різко падає. Тому у надзвукових літаків замість класичної схеми ГО з кермом висоти застосовується керований стабілізатор, кут установки якого регулюється льотчиком за допомогою командного поздовжнього важеля управління або бортовим комп'ютером літака. Кермо висоти в цьому випадку відсутнє.

## Різновиди
Горизонтальне оперення розрізняється за:
- Кількістю пар стабілізаторів: 0 («безхвістка», «літаюче крило», літаки з діагональним оперенням), 1 («качка» та традиційна схема), 2 (триповерхнева схема[en]) або дуже рідко більше (наприклад, триплан Роу).
- Розташуванням відносно крила: переднє горизонтальне оперення («качка»), хвостове горизонтальне оперення (традиційна схема) та їх комбінація (триповерхнева схема[en]).
- Керуванням: нерухомий стабілізатор зі стерном висоти або керований стабілізатор.

## Стабілізатор
Стабілізатор ГО має повну аналогію з крилом, як за складом та конструкцією основних елементів — лонжеронів, поздовжніх стінок, стрингерів, нервюр, так і за типом силових схем. Для стабілізатора цілком успішно використовуються лонжеронна, кесонна і моноблочна схеми. У стабілізатора можна уникнути передачі згинальних моментів на фюзеляж, якщо лонжерони або силові панелі лівої та правої його поверхонь зв'язати між собою по найкоротшому шляху в центральній його частині. Для стрілоподібного стабілізатора це вимагає перелому осі поздовжніх елементів по борту фюзеляжу і встановлення двох посилених бортових нервюр. Якщо поздовжні елементи такого стабілізатора без перелому осей доходять до площини симетрії літака, крім бортових силових нервюр, які передають крутний момент, буде потрібна ще одна силова нервюра в площині симетрії літака.
Свої особливості має конструкція керованого стабілізатора.

## Балансування

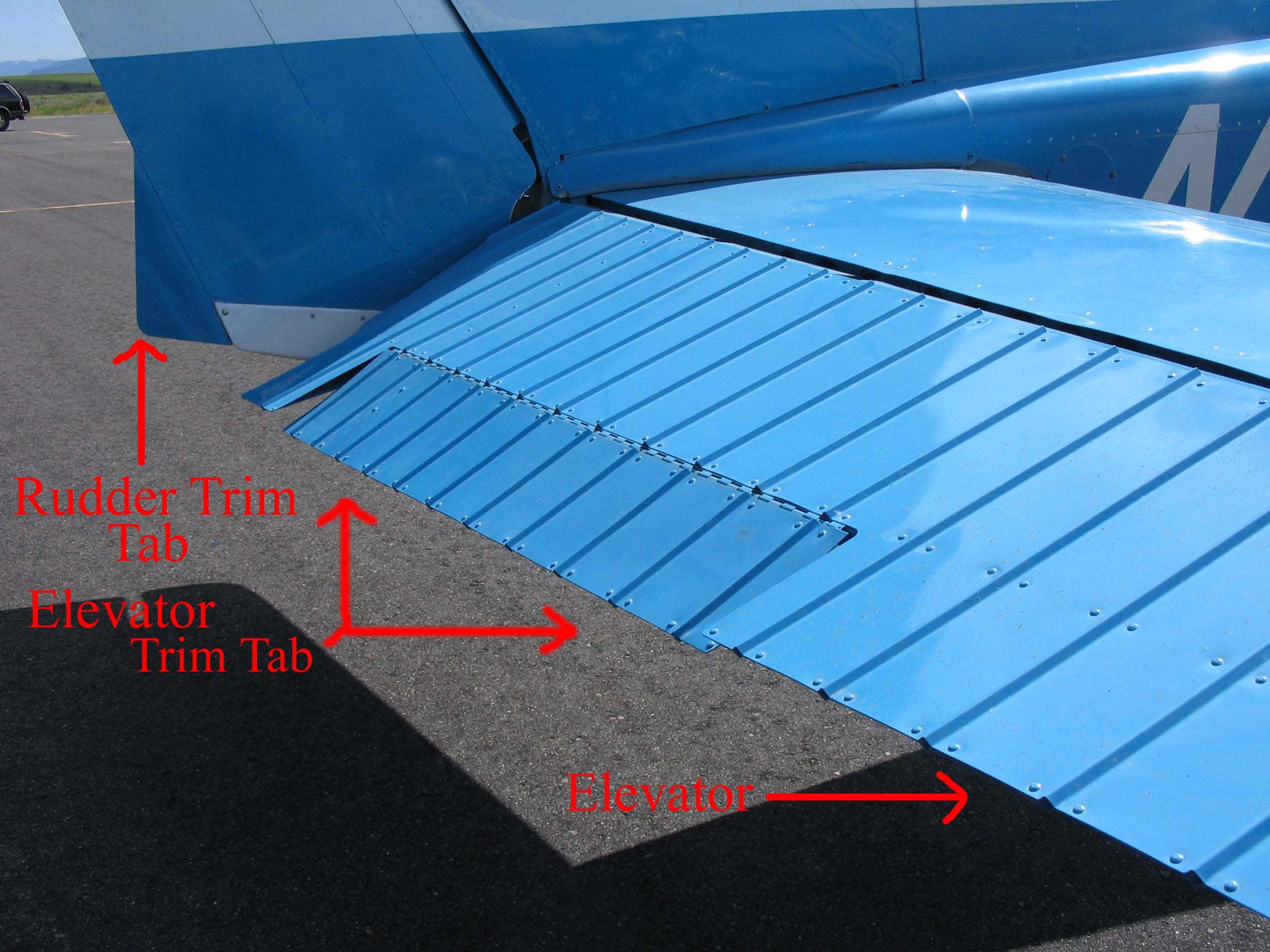
Розташування тримерів на ГО.

На поверхні ГО є засоби аеродинамічного балансування літака і компенсації рулів.
Будь-який сталий режим польоту літака, як правило, виконується з відхиленими рулями, що забезпечує урівноваження — балансування літака відносно його центру мас. Зусилля, які виникають при цьому на органах керування в кабіні, заведено називати балансувальними. Щоб даремно не втомлювати льотчика і позбавити його від цих непотрібних зусиль, на кожній рульовій поверхні встановлюється тример, що дозволяє повністю знімати балансувальні зусилля.
Також встановлюється рульова поверхня, складова частина поверхні основного органу управління, відхилення якої в сторону, протилежну відхиленню основного органу управління, дозволяє зменшити шарнірний момент — сервокомпенсатор. Допоміжна поверхня відносно невеликої площі, розміщується зазвичай на задній кромці основного повітряного керма. Сервокомпенсація — зменшення шарнірного моменту, який діє на орган управління, внаслідок дії аеродинамічних сил, які створюються допоміжною поверхнею.